# ノースウェスト・ディビジョン (NBA)
ノースウェスト・ディビジョンは北米のプロバスケットボールリーグNBAのウェスタン・カンファレンスの3つのディビジョン(地区)のうちの1つ。5チームが所属する。

## 所属チーム
「ユタ・ジャズ」
「デンバー・ナゲッツ」
「ミネソタ・ティンバーウルブズ」
「ポートランド・トレイルブレイザーズ」
「オクラホマシティ・サンダー」